# عبد الله بن عبد الرحيم عسيلان
عبد الله بن عبد الرحيم عسيلان (ولد عام 1945م) أستاذ جامعي ومحقق كتب التراث الأدبي والتاريخي، وأحد أبرز أدباء المملكة العربية السعودية المعاصرين. له العديد من المؤلفات التي تهتم بتاريخ المدينة المنورة وبالتراث العربي، من بينها: كتاب «المدينة المنورة في آثار المؤلفين والباحثين قديمًا وحديثًا»، وكتاب «تحقيق المخطوطات بين الواقع والمنهج الأمثل».

## الدراسة والعمل
- حصل على الشهادة الابتدائية من المدينة المنورة.
- حصل على الشهادة الثانوية من المعهد العلمي في المدينة المنورة عام 1385هـ/1965م.
- حصل على درجة البكالوريوس في تخصص اللغة العربية من كلية اللغة العربية في الرياض.
- حصل على درجة الماجستير في النقد والأدب من جامعة الأزهر في القاهرة عام 1394هـ/1974م.
- حصل على درجة الدكتوراه في الأدب والنقد من كلية اللغة العربية في جامعة الأزهر عام 1397هـ/ 1977م.
- عمل مدرسًا في المعهد العلمي بالمدينة المنورة بعد حصوله على درجة البكالوريوس.
- تدرج في العمل الأكاديمي في كلية اللغة العربية بجامعة الإمام محمد بن سعود الإسلامية.
- عمل أستاذًا في الأدب والنقد في كلية الدعوة بالمدينة المنورة حتى تقاعده.
- ترأس النادي الأدبي في المدينة المنورة من سبتمبر 2011م.[3]
- عمل أمينًا عامًا لجائزة المدينة المنورة لمدة عامين.
- عمل عضوًا مراسلًا بمجمع اللغة العربية بدمشق.
- رئيس مجلس أمناء مركز الملك عبد الله بن عبد العزيز الدولي لخدمة اللغة العربية.
- له العديد من الإسهامات والمشاركات الثقافية داخل السعودية.[4]

## مؤلفاته
- العباس بن مرداس الصحابي الشاعر.
- حماسة أبي تمام وشروحها: دراسة وتحليل.
- أخبار أبي حفص عمر بنن عبد العزيز لأبي بكر الآجري.
- الحماسة لأبي تمام حبيب بن أوس الطائي.
- الاجتهاد في طلب الجهاد لابن كثير.
- معجم شعراء الحماسة.
- معاني أبيات الحماسة لأبي عبد الله النمري.
- بحوث ودراسات في الأدب والنقد.
- البديع لابن المعتز.
- أبو الوليد الإشبيلي ومواهبه الأدبية.[5]
- (الإمامة والسياسة في ميزان التحقيق العلمي) صدر عن مكتبة الدار عام 1405.[6]
- (التطفيل وحكايات الطفيليين وأخبارهم ونوادرهم وأشعارهم) للخطيب البغدادي [دراسة وتحقيق]. صدر عن مطبعة المدني 1986.
- (البديع في وصف الربيع) لإسماعيل بن محمد بن عامر بن حبيب الحميري الإشبيلى أبو الوليد [تحقيق]. صدر عن دار المدني عام 1987.[7]
- (تحقيق المخطوطات بين الواقع والمنهج الأمثل) صدر عن مطبوعات مكتبة الملك فهد الوطنية عام 1415هـ (1994).
- (عناية الملك عبد العزيز بالكتب نشراً واطلاعاً) صدر عام 1420.
- (معالم الثقافة والفكر في شخصية الملك عبد العزيز).
- (المدينة المنورة في آثار المؤلفين والباحثين قديماً وحديثاً: معجم وصفي لما ألف من كتب وما نشر من بحوث ومقالات في المجلات والدوريات) صدرت طبعته الثانية عن مؤسسة الرسالة في بيروت عام 1997.[8]
- (تحقيق النصرة بتلخيص معالم دار الهجرة للمراغي) [تحقيق]. يتناول الكتاب بعض المعلومات التاريخية التي توضح تاريخ المدينة المنورة، وصدر الكتاب عام 2002.
- (أصول الخيل العربية في مخطوطة عباس باشا الأول) [تحقيق بالاشتراك مع آخرين]. صدر عن مكتبة الملك عبد العزيز.
- (سهيل فيما جاء في ذكر الخيل) لعثمان بن بشر [تحقيق]. صدر عن دارة الملك عبد العزيز عام 2012.[9]
- (الوحشيات: الحماسة الصغرى لأبي تمام حبيب بن أوس الطائي) صدر عن نادي المدينة المنورة الأدبي 2016م.
- (الحجازيات: شعر أبي فهر محمود محمد شاكر) صدر عن نادي المدينة المنورة الأدبي 2016م.[10]
- (قصة مكتبة: خمسون عاماً في صحبة الكتب والمكتبات في الوطن العربي وخارجه) صدر عن دار الثلوثية عام 2017.[11]
- (العلامة محمود بن محمد شاكر كما عرفته) صدر عن دار الأدب العربي 2020.[12]

له مؤلفات مخطوطة في طريقها للنشر منها:
كتاب (وقفات مع مؤرخي المدينة المنورة عبر العصور)، وكتاب (المخطوطات في المملكة العربية السعودية دراسة تاريخية وصفية).

## العمل الإعلامي
قدم عبد الله عسيلان العديد من البرامج الإذاعية والتلفزيونية منها:
- (من تراثنا الإسلامي) برنامج إذاعي.
- (في موكب الحضارة الإسلامية) برنامج تلفزيوني.[14]

## محاضرات
- محاضرة (وقفات مع المراغي والسمهودي في تاريخ المدينة المنورة) ألقاها في احتفالية المدينة المنورة عاصمة الثقافة الإسلامية عام 2013.[15]
- محاضرة (وقفات مع مؤرخي المدينة المنورة عبر العصور) ألقاها في نادي المدينة المنورة الأدبي.
- محاضرة (تحقيق المخطوطات بين الواقع والرؤية المثالية) ألقاها في نادي جدة الأدبي.
- محاضرة (عوامل تنمية الملكة اللغوية والأدبية) ألقاها في نادي المدينة المنورة الأدبي عام 2013.[16]

## تكريم وجوائز
اختاره معهد المخطوطات العربية التابع لمؤسسات المنظمة العربية للتربية والثقافة والعلوم «الألكسو» شخصية العام 2015م للعناية بالتراث عن كتابه (تحقيق المخطوطات بين الواقع والنهج الأمثل).

## وصلات خارجية
- أ.د. عبد الله بن عبد الرحيم عسيلان - رئيس مجلس أمناء المركز نسخة محفوظة 14 يناير 2020 على موقع واي باك مشين.